# WCW World Television Championship
Il WCW World Television Championship è stato un titolo di wrestling promosso dalla World Championship Wrestling e, prima di essa, nei territori della National Wrestling Alliance.
Il titolo è stato attivo a partire dal 1974, quando fu creato dalla allora Mid-Atlantic Championship Wrestling, fino al 2000, quando la WCW decise di cessarlo.

## Storia
Il titolo fu introdotto il 27 febbraio 1974 dalla Mid-Atlantic Championship Wrestling, un territorio della National Wrestling Alliance, ed era inizialmente promosso come NWA Mid-Atlantic Television Championship, prima di essere rinominato più genericamente in NWA Television Championship.
La MACW, che successivamente venne rinominata in Jim Crockett Promotions, iniziò a promuovere il titolo come mondiale nella seconda metà degli anni '80, riferendosi ad esso come NWA World Television Championship. La federazione cambiò nuovamente nome quando fu acquisita dalla Turner Broadcasting System, che diede vita alla WCW e rinominò il titolo in WCW World Television Championship, nome che mantenne fino alla sua disattivazione l'11 aprile 2000.

## Albo d'oro

### Nome
| Nome                                     | Anno        |
| ---------------------------------------- | ----------- |
| NWA Mid-Atlantic Television Championship | 1974 – 1977 |
| NWA Television Championship              | 1977 – 1985 |
| NWA World Television Championship        | 1985 – 1991 |
| WCW World Television Championship        | 1991 – 2000 |

### Regni
| Legenda  |                                                                               |
| -------- | ----------------------------------------------------------------------------- |
| #        | Indica il numero del regno titolato                                           |
| Regno    | Viene indicato il numero del regno del campione                               |
| Data     | La data in cui il titolo è stato vinto                                        |
| Località | Indica il luogo in cui il titolo è stato vinto                                |
| Note     | Indica notizie particolari riguardanti i cambi di titolo o altre informazioni |

| #                                                                              | Campione             | Regno | Data              | Giorni | Località                         | Evento                                      | Note | Fonti  |
| ------------------------------------------------------------------------------ | -------------------- | ----- | ----------------- | ------ | -------------------------------- | ------------------------------------------- | --- | ------ |
| National Wrestling Alliance (NWA) / NWA Mid-Atlantic / Jim Crockett Promotions |                      |       |                   |        |                                  |                                             | |        |
| 1                                                                              | Danny Miller         | 1     | 27 febbraio 1974  | 72     | Raleigh, Carolina del Nord       | House Show                                  | Miller vinse il torneo per decretare il campione inaugurale del NWA Mid-Atlantic Television Championship sconfiggendo in finale Ole Anderson.                       | [ 2 ]  |
| 2                                                                              | Ivan Koloff          | 1     | 10 maggio 1974    | 59     | Richmond, Virginia               | House Show                                  | |        |
| 3                                                                              | Paul Jones           | 1     | 8 luglio 1974     | 108    | Charlotte, Carolina del Nord     | House Show                                  | |        |
| 4                                                                              | Ivan Koloff          | 2     | 24 ottobre 1974   | 63     | Anderson, Carolina del Sud       | House Show                                  | |        |
| 5                                                                              | Paul Jones           | 2     | 26 dicembre 1974  | 44     | Greensboro, Carolina del Nord    | House Show                                  | |        |
| 6                                                                              | Ric Flair            | 1     | 8 febbraio 1975   | 181    | Winston-Salem, Carolina del Nord | House Show                                  | |        |
| 7                                                                              | Paul Jones           | 1     | 8 agosto 1975     | 117    | Richmond, Virginia               | House Show                                  | |        |
| —                                                                              | Vacante              | 1     | 3 dicembre 1975   | —      | —                                | —                                           | Jones rese il titolo vacante dopo la vittoria del NWA Mid-Atlantic United States Heavyweight Championship il 27 novembre 1975.                                      |        |
| 8                                                                              | Angelo Mosca         | 1     | 14 aprile 1976    | 77     | Raleigh, Carolina del Nord       | House Show                                  | Mosca vinse un torneo per riassegnare il titolo vacante sconfiggendo in finale Tim Woods.                                                                           |        |
| 9                                                                              | Paul Jones           | 4     | 30 giugno 1976    | 42     | Raleigh, Carolina del Nord       | House Show                                  | |        |
| 10                                                                             | Angelo Mosca         | 2     | 11 agosto 1976    | 66     | Raleigh, Carolina del Nord       | Mid-Atlantic Championship Wrestling         | |        |
| 11                                                                             | Mr. Wrestling        | 1     | 16 ottobre 1976   | 23     | Greensboro, Carolina del Nord    | House Show                                  | |        |
| 12                                                                             | Greg Valentine       | 1     | 8 novembre 1976   | 22     | Fayetteville, Carolina del Nord  | House Show                                  | |        |
| 13                                                                             | Rufus R. Jones       | 1     | 30 novembre 1976  | 50     | Charleston, Carolina del Sud     | House Show                                  | |        |
| 14                                                                             | Greg Valentine       | 2     | 19 gennaio 1977   | 27     | Raleigh, Carolina del Nord       | House Show                                  | | [ 3 ]  |
| 15                                                                             | Rufus R. Jones       | 2     | 15 febbraio 1977  | 48     | Raleigh, Carolina del Nord       | House Show                                  | |        |
| 16                                                                             | Ric Flair            | 2     | 4 aprile 1977     | 72     | Greenville, Carolina del Sud     | House Show                                  | |        |
| 17                                                                             | Ricky Steamboat      | 1     | 15 giugno 1977    | 119    | Raleigh, Carolina del Nord       | Mid-Atlantic Championship Wrestling         | |        |
| 18                                                                             | Baron von Raschke    | 1     | 12 ottobre 1977   | 144    | Raleigh, Carolina del Nord       | House Show                                  | Durante questo regno il titolo fu rinominato in NWA Television Championship, avendo Von Raschke vinto un torneo dedicato a tutti i campioni TV regionali.           |        |
| 19                                                                             | Johnny Weaver        | 1     | 5 marzo 1978      | 21     | Charlotte, Carolina del Nord     | House Show                                  | | [ 4 ]  |
| 20                                                                             | Baron von Raschke    | 2     | 26 marzo 1978     | 73     | Greensboro, Carolina del Nord    | House Show                                  | |        |
| 21                                                                             | Paul Jones           | 5     | 7 giugno 1978     | 368    | Raleigh, Carolina del Nord       | House Show                                  | |        |
| 22                                                                             | Ricky Steamboat      | 2     | 10 giugno 1978    | 136    | Asheville, Carolina del Nord     | House Show                                  | | [ 5 ]  |
| —                                                                              | Vacante              | —     | 24 ottobre 1979   | —      | —                                | —                                           | Steamboat rese vacante il titolo dopo aver vinto il NWA Mid-Atlantic Tag Team Championship.                                                                         |        |
| 23                                                                             | The Masked Superstar | 1     | 1 aprile 1980     | —      | Raleigh, Carolina del Nord       | House Show                                  | The Masked Superstar vinse un torneo per riassegnare il titolo vacante.                                                                                             |        |
| —                                                                              | Vacante              | —     | ottobre 1980      | —      | —                                | —                                           | The Masked Superstar rinunciò al titolo quando iniziò a fare parte di un tag team con Paul Jones.                                                                   |        |
| 24                                                                             | Roddy Piper          | 1     | 1 novembre 1980   | 87     | Richmond, Virginia               | House Show                                  | Piper vinse un torneo per riassegnare il titolo vacante sconfiggendo Paul Jones in finale.                                                                          |        |
| —                                                                              | Vacante              | —     | 27 gennaio 1981   | —      | —                                | —                                           | Piper rese vacante il titolo dopo aver vinto il NWA Mid-Atlantic United States Heavyweight Championship.                                                            |        |
| 25                                                                             | Sweet Ebony Diamond  | 1     | 29 aprile 1981    | 7      | Raleigh, Carolina del Nord       | House Show                                  | Sweet Ebony Diamond vinse un torneo per riassegnare il titolo vacante.                                                                                              |        |
| 26                                                                             | Greg Valentine       | 3     | 6 maggio 1981     | 24     | —                                | House Show                                  | |        |
| 27                                                                             | Sweet Ebony Diamond  | 2     | 30 maggio 1981    | 15     | Charlotte, Carolina del Nord     | House Show                                  | | [ 7 ]  |
| 28                                                                             | Greg Valentine       | 4     | 14 giugno 1981    | 84     | —                                | House Show                                  | |        |
| 29                                                                             | Ron Bass             | 1     | 6 settembre 1981  | 58     | Asheville, Carolina del Nord     | House Show                                  | |        |
| 30                                                                             | Ivan Koloff          | 3     | 3 novembre 1981   | 60     | Charlotte, Carolina del Nord     | House Show                                  | |        |
| 31                                                                             | Jimmy Valiant        | 1     | 2 gennaio 1982    | 260    | Hampton, Virginia                | House Show                                  | |        |
| 32                                                                             | Jos LeDuc            | 1     | 19 settembre 1982 | 37     | Charlotte, Carolina del Nord     | House Show                                  | |        |
| —                                                                              | Vacante              | —     | 26 ottobre 1982   | —      | —                                | —                                           | Il titolo fu reso vacante in seguito a delle difese controverse da parte di LeDuc.                                                                                  |        |
| 33                                                                             | Bad Leroy Brown      | 1     | 25 novembre 1982  | 28     | Greensboro, Carolina del Nord    | House Show                                  | Brown vinse una battle royal a 20 uomini per riassegnare il titolo vacante.                                                                                         |        |
| 34                                                                             | Mike Rotundo         | 1     | 25 dicembre 1982  | 59     | Charlotte, Carolina del Nord     | House Show                                  | |        |
| 35                                                                             | Dick Slater          | 1     | 22 febbraio 1983  | 33     | Columbia, Carolina del Sud       | House Show                                  | | [ 8 ]  |
| 36                                                                             | Roddy Piper          | 1     | 27 marzo 1983     | 7      | Asheville, Carolina del Nord     | House Show                                  | |        |
| 37                                                                             | Dick Slater          | 2     | 3 aprile 1983     | 27     | Greensboro, Carolina del Nord    | House Show                                  | |        |
| 38                                                                             | Jos LeDuc            | 2     | 30 aprile 1983    | 23     | Richmond, Virginia               | House Show                                  | |        |
| 39                                                                             | The Great Kabuki     | 1     | 23 maggio 1983    | 185    | Greenville, Carolina del Sud     | House Show                                  | |        |
| 40                                                                             | Charlie Brown        | 2     | 24 novembre 1983  | —      | Greensboro, Carolina del Nord    | Starrcade 1983                              | |        |
| —                                                                              | Vacante              | —     | gennaio 1984      | —      | —                                | —                                           | Jimmy Valiant abbandonò la gimmick di Charlie Brown e rese vacante il titolo.                                                                                       |        |
| 41                                                                             | Mark Youngblood      | 1     | 7 marzo 1984      | 21     | Spartanburg, Carolina del Sud    | House Show                                  | Youngblood vinse un torneo per riassegnare il titolo vacante sconfiggendo in finale Dick Slater.                                                                    | [ 10 ] |
| 42                                                                             | Tully Blanchard      | 1     | 28 marzo 1984     | 353    | Spartanburg, Carolina del Sud    | House Show                                  | |        |
| 43                                                                             | Dusty Rhodes         | 1     | 16 marzo 1985     | 43     | Greensboro, Carolina del Nord    | House Show                                  | Durante questo regno il titolo venne rinominato in NWA World Television Championship.                                                                               |        |
| 44                                                                             | Tully Blanchard      | 2     | 28 aprile 1985    | 69     | Charlotte, Carolina del Nord     | House Show                                  | |        |
| 45                                                                             | Dusty Rhodes         | 2     | 6 luglio 1985     | 105    | Charlotte, Carolina del Nord     | The Great American Bash 1985                | |        |
| —                                                                              | Vacante              | —     | 19 ottobre 1985   | —      | —                                | —                                           | Il titolo fu reso vacante per un infortunio di Rhodes. |        |
| 46                                                                             | Arn Anderson         | 1     | 4 gennaio 1986    | 248    | Greensboro, Carolina del Nord    | House Show                                  | Anderson vinse un torneo per riassegnare il titolo vacante sconfiggendo in finale Wahoo McDaniel.                                                                   |        |
| 47                                                                             | Dusty Rhodes         | 3     | 9 settembre 1986  | 79     | Columbia, Carolina del Sud       | House Show                                  | |        |
| 48                                                                             | Tully Blanchard      | 3     | 27 novembre 1986  | 263    | Greensboro, Carolina del Nord    | Starrcade 1986                              | In un first blood match |        |
| 49                                                                             | Nikita Koloff        | 1     | 17 agosto 1987    | 162    | Fayetteville, North Carolina     | House Show                                  | Il 27 novembre 1987 a Starrcade 1987 Koloff sconfisse Terry Taylor e unificò l'UWF World Television Championship all'interno del NWA World Television Championship. |        |
| National Wrestling Alliance (NWA) / World Championship Wrestling (WCW)         |                      |       |                   |        |                                  |                                             | |        |
| 50                                                                             | Mike Rotunda         | 2     | 26 gennaio 1988   | 335    | Raleigh, Carolina del Nord       | House Show                                  | Il 21 novembre 1988 la Jim Crockett Promotions fu acquistata da Ted Turner e rinominata in World Championship Wrestling.                                            |        |
| 51                                                                             | Rick Steiner         | 1     | 26 dicembre 1988  | 56     | Norfolk, Virginia                | Starrcade 1988                              | |        |
| 52                                                                             | Mike Rotunda         | 3     | 20 febbraio 1989  | 39     | Chicago, Illinois                | Chi-Town Rumble                             | |        |
| 53                                                                             | Sting                | 1     | 31 marzo 1989     | 114    | Atlanta, Georgia                 | House Show                                  | |        |
| —                                                                              | Vacante              | —     | 23 luglio 1989    | —      | —                                | —                                           | Il titolo fu reso vacante a seguito di un finale controverso di una difesa contro The Great Muta.                                                                   |        |
| 54                                                                             | The Great Muta       | 1     | 3 settembre 1989  | 121    | Atlanta, Georgia                 | House Show                                  | Muta vinse il titolo in uno spareggio sconfiggendo Sting. |        |
| 55                                                                             | Arn Anderson         | 2     | 2 gennaio 1990    | 336    | Gainesville, Georgia             | WCW Power Hour                              | |        |
| 56                                                                             | The Z-Man            | 1     | 4 dicembre 1990   | 34     | Atlanta, Georgia                 | World Championship Wrestling                | |        |
| 57                                                                             | Arn Anderson         | 3     | 7 gennaio 1991    | 132    | Perry, Georgia                   | World Wide Wrestling                        | Durante questo regno il titolo fu rinominato in WCW World Television Championship.                                                                                  |        |
| 58                                                                             | Bobby Eaton          | 1     | 19 maggio 1991    | 15     | Saint Petersburg, Florida        | SuperBrawl I                                | |        |
| 59                                                                             | Steve Austin         | 1     | 3 giugno 1991     | 329    | Birmingham, Alabama              | World Wide Wrestling                        | |        |
| 60                                                                             | Barry Windham        | 1     | 27 aprile 1992    | 26     | Atlanta, Georgia                 | WCW Saturday Night                          | |        |
| 61                                                                             | Steve Austin         | 2     | 23 maggio 1992    | 102    | Chattanooga, Tennessee           | WCW WorldWide                               | | [ 11 ] |
| 62                                                                             | Ricky Steamboat      | 3     | 2 settembre 1992  | 27     | Atlanta, Georgia                 | Clash of the Champions XX: 20th Anniversary | |        |
| 63                                                                             | Scott Steiner        | 1     | 29 settembre 1992 | —      | Columbus, Georgia                | WCW WorldWide                               | |        |
| —                                                                              | Vacante              | —     | 13 gennaio 1993   | —      | —                                | —                                           | Il titolo fu reso vacante quando Steiner lasciò la federazione per la World Wrestling Federation.                                                                   |        |
| 64                                                                             | Paul Orndorff        | 1     | 2 marzo 1993      | 169    | Macon, Georgia                   | WCW Power Hour                              | Orndorff vinse un torneo per riassegnare il titolo vacante sconfiggendo in finale Erik Watts.                                                                       |        |
| World Championship Wrestling (WCW)                                             |                      |       |                   |        |                                  |                                             | |        |
| 65                                                                             | Ricky Steamboat      | 4     | 18 agosto 1993    | 32     | Daytona Beach, Florida           | Clash of the Champions XXIV                 | Durante questo regno la WCW uscì dalla National Wrestling Alliance.                                                                                                 | [ 13 ] |
| 66                                                                             | Lord Steven Regal    | 1     | 19 settembre 1993 | 225    | Houston, Texas                   | Fall Brawl 1993                             | |        |
| 67                                                                             | Larry Zbyszko        | 1     | 2 maggio 1994     | 52     | Atlanta, Georgia                 | WCW Saturday Night                          | |        |
| 68                                                                             | Lord Steven Regal    | 2     | 23 giugno 1994    | 87     | Charleston, Carolina del Sud     | Clash of the Champions XXVII                | |        |
| 69                                                                             | Johnny B. Badd       | 1     | 18 settembre 1994 | 112    | Roanoke, Virginia                | Fall Brawl 1994                             | |        |
| 70                                                                             | Arn Anderson         | 4     | 8 gennaio 1995    | 161    | Atlanta, Georgia                 | WCW Main Event                              | |        |
| 71                                                                             | The Renegade         | 1     | 18 giugno 1995    | 91     | Dayton, Ohio                     | The Great American Bash                     | |        |
| 72                                                                             | Diamond Dallas Page  | 1     | 17 settembre 1995 | 42     | Asheville, Carolina del Nord     | Fall Brawl 1995                             | |        |
| 73                                                                             | Johnny B. Badd       | 2     | 29 ottobre 1995   | 111    | Detroit, Michigan                | Halloween Havoc 1995                        | |        |
| 74                                                                             | Lex Luger            | 1     | 17 febbraio 1996  | 1      | Baltimora, Maryland              | House show                                  | | [ 14 ] |
| 75                                                                             | Johnny B. Badd       | 3     | 18 febbraio 1996  | 17     | Norfolk, Virginia                | House show                                  | | [ 15 ] |
| 76                                                                             | Lex Luger            | 2     | 6 marzo 1996      | 167    | Macon, Georgia                   | WCW Saturday Night                          | |        |
| 77                                                                             | Lord Steven Regal    | 3     | 20 agosto 1996    | 181    | Dalton, Georgia                  | WCW Saturday Night                          | |        |
| 78                                                                             | Prince Iaukea        | 1     | 17 febbraio 1997  | 49     | Tampa, Florida                   | WCW Nitro                                   | | [ 14 ] |
| 79                                                                             | Ultimate Dragon      | 1     | 7 aprile 1997     | 41     | Huntsville, Alabama              | WCW Nitro                                   | |        |
| 80                                                                             | Lord Steven Regal    | 4     | 18 maggio 1997    | 65     | Charlotte, Carolina del Nord     | Slamboree 1997                              | |        |
| 81                                                                             | Ultimate Dragon      | 2     | 22 luglio 1997    | 30     | Jacksonville, Florida            | WCW Nitro                                   | |        |
| 82                                                                             | Alex Wright          | 1     | 21 agosto 1997    | 32     | Nashville, Tennessee             | Clash of the Champions XXXV                 | |        |
| 83                                                                             | Disco Inferno        | 1     | 22 settembre 1997 | 42     | Salt Lake City, Utah             | WCW Nitro                                   | |        |
| 84                                                                             | Perry Saturn         | 1     | 3 novembre 1997   | 35     | Filadelfia, Pennsylvania         | WCW Nitro                                   | |        |
| 85                                                                             | Disco Inferno        | 2     | 8 dicembre 1997   | 21     | Buffalo, New York                | WCW Nitro                                   | |        |
| 86                                                                             | Booker T             | 1     | 29 dicembre 1997  | 49     | Baltimora, Maryland              | WCW Nitro                                   | |        |
| 87                                                                             | Rick Martel          | 1     | 16 febbraio 1998  | 6      | Tampa, Florida                   | WCW Nitro                                   | |        |
| 88                                                                             | Booker T             | 2     | 22 febbraio 1998  | 67     | San Francisco, California        | SuperBrawl VIII                             | |        |
| 89                                                                             | Chris Benoit         | 1     | 30 aprile 1998    | 1      | Augusta, Georgia                 | House show                                  | |        |
| 90                                                                             | Booker T             | 3     | 1 maggio 1988     | 1      | Greenville, Carolina del Sud     | House show                                  | |        |
| 91                                                                             | Chris Benoit         | 2     | 2 maggio 1998     | 1      | Charleston, Carolina del Sud     | House show                                  | |        |
| 92                                                                             | Booker T             | 4     | 3 maggio 1998     | 1      | Savannah, Georgia                | House show                                  | |        |
| 93                                                                             | Fit Finlay           | 1     | 5 maggio 1998     | 41     | Indianapolis, Indiana            | WCW Nitro                                   | |        |
| 94                                                                             | Booker T             | 5     | 14 giugno 1998    | 29     | Baltimora, Maryland              | The Great American Bash 1998                | |        |
| 95                                                                             | Stevie Ray           | 1     | 13 luglio 1998    | 28     | Las Vegas, Nevada                | WCW Nitro                                   | Stevie Ray iniziò a considerarsi campione quando, in seguito ad un infortunio di Booker T, iniziò a difendere il titolo per suo conto.                              |        |
| 96                                                                             | Chris Jericho        | 1     | 10 agosto 1998    | 112    | Rapid City, Dakota del Sud       | WCW Nitro                                   | |        |
| 97                                                                             | Konnan               | 1     | 30 novembre 1998  | 28     | Chattanooga, Tennessee           | WCW Nitro                                   | |        |
| 98                                                                             | Scott Steiner        | 2     | 28 dicembre 1998  | 76     | Baltimora, Maryland              | WCW Nitro                                   | |        |
| 99                                                                             | Booker T             | 6     | 14 marzo 1999     | 56     | Louisville, Kentucky             | Uncensored 1999                             | |        |
| 100                                                                            | Rick Steiner         | 2     | 9 maggio 1999     | 127    | Saint Louis, Missouri            | Slamboree 1999                              | |        |
| 101                                                                            | Chris Benoit         | 3     | 13 settembre 1999 | 41     | Chapel Hill, Carolina del Nord   | WCW Nitro                                   | |        |
| 102                                                                            | Rick Steiner         | 3     | 24 ottobre 1999   | 28     | Las Vegas, Nevada                | Halloween Havoc 1999                        | |        |
| 103                                                                            | Scott Hall           | 1     | 21 novembre 1999  | 8      | Toronto, Ontario                 | Mayhem                                      | |        |
| —                                                                              | Vacante              | —     | 23 novembre 1999  | —      | —                                | —                                           | Hall rese il titolo vacante, regalando la cintura a Kevin Nash, che la gettò nell'immondizia.                                                                       |        |
| 104                                                                            | Jim Duggan           | 1     | 19 febbraio 2000  | 54     | Bethlehem, Pennsylvania          | WCW Saturday Night                          | Duggan trovò in storyline la cintura in un bidone dell'immondizia e si proclamò campione.                                                                           |        |
| —                                                                              | Disattivato          | —     | 10 aprile 2000    | —      | —                                | —                                           | Il titolo fu disattivato dalla WCW. |        |

## Statistiche
| Record                               | Detentore       | Record           | Note |
| ------------------------------------ | --------------- | ---------------- | --- |
| Primo campione                       | Danny Miller    | 27 febbraio 1974 | Come NWA Television Champion |
| Ultimo campione                      | Jim Duggan      | 16 febbraio 2000 | Come WCW World Television Champion |
| Regno più lungo                      | Tully Blanchard | 353 giorni       | Come NWA Television Champion |
| Regno più lungo                      | Arn Anderson    | 336 giorni       | Come NWA World Television Champion |
| Regno più breve                      | Rick Martel     | 6 giorni         | Come WCW World Television Champion. (Masked Superstar e Sweet Ebony Diamond hanno regni di zero giorni, ma questi non sono stati registrati perché resero vacanti i loro titoli) |
| Maggior numero di regni              | Booker T        | 6 regni          | Come WCW World Television Champion |
| Maggior numero di giorni da campione | Arn Anderson    | 870 giorni       | Sommando la durata dei suoi quattro regni |